# Sejm nadzwyczajny 1662
Sejm nadzwyczajny 1662 – I Rzeczypospolitej, został zwołany 7 stycznia 1662 roku do Warszawy. 9 lutego wydano powtórny uniwersał.
Sejmiki przedsejmowe w województwach odbyły się od 30 stycznia do 1 lutego, a wiszeński powtórny 23 lutego 1662 roku.  
Marszałkiem sejmu obrano Jana Wielopolskiego, starostę bieckiego. Obrady sejmu trwały od 20 lutego do 1 maja 1662 roku.
Sejm rozpoczął obrady 20 lutego 1662 r. w obliczu niepowodzeń w wojnie z Moskwą i związku nieopłaconego wojska („Związek Święcony”), zawartego w 1661 r. oraz konfliktu w sprawie reformy elekcji między dworem królewskim, a marszałkiem wielkim koronnym Jerzym Lubomirskim. 
Obrady sejmu były burzliwe z powodu pertraktacji ze skonfederowanymi wojskami. Podczas obrad zajęto się sprawami reformy elekcji, odrzucając w tej kwestii zmiany proponowane przez dwór królewski - elekcji vivente rege) za życia dotychczasowego króla. Przyjęto kolejną konstytucję przeciwko arianom i uchwalono deklaracje podatkowe.